# Polystigma uniloculare
Polystigma uniloculare är en svampart som beskrevs av I. Hino & Katum. 1958. Polystigma uniloculare ingår i släktet Polystigma och familjen Phyllachoraceae.   Inga underarter finns listade i Catalogue of Life.